# Magyar polonisták listája
A lengyel nyelvvel, irodalommal, művészettel, történelemmel és a lengyel–magyar kapcsolatokkal foglalkozó magyar emberekː
- Bagi Dániel (1968–) történész, dzsesszzongorista
- Banczerowski Janusz (1941–) nyelvész, lengyel nyelvtanár
- Bardócz Árpád (1888–1953) költő, műfordító, jogász
- Bevilaqua-Borsodi Béla (1885–1962) író, város- és művészettörténész, muzeológus
- Csapláros István (1910–1994) irodalomtörténész
- Csekey István (1889–1963) jogtudós
- Csorba Tibor (1906–1985) író, műfordító, filológus, festőművész
- Divéky Adorján (1880–1965) történész, a Varsói Magyar Intézet igazgatója
- Domanovszky Sándor (1877–1955) történész
- Galánthay Glock Tivadar (1872–1956) vezérőrnagy, országgyűlési képviselő, festő, gyorsíró, történész
- Gál Vilmos (1972–) történész, muzeológus, író
- Gerevich Tibor (1882–1954) művészettörténész, politikus, a Római Magyar Intézet igazgatója
- Huszár Károly
- Kapronczay Károly (1941–2023) történész, levéltáros
- Kausz József (1879–1967) plébános, költő, író és közíró
- Kerék Mihály
- Kerényi Grácia (1925–1985) műfordító, költőnő, esszéíró, az ellenállási mozgalom és a lengyel ellenzéki mozgalom tagja
- Kertész János bibliográfus
- Kiss Gy. Csaba (1945–) irodalom- és művelődéstörténész
- Kniezsa István (1898–1965) nyelvész, nyelvtörténész, szlavista
- Komoróczy György (1909–1981) történész, főlevéltáros
- Kossányi Béla (1894–1968) történész, főlevéltáros
- Korompay Emánuel Aladár (1890–1940) magyar és lengyel katona, az első magyar–lengyel szótár szerkesztője
- Kovács Endre (1911–1985) történész, irodalomtörténész, író
- Kovács István (1945–) költő, író, műfordító, történész
- Köveskuty Jenő
- Lukinich Imre (1880–1950) történész
- Miklóssi Ferdinánd Leó (1889–1968) gazdasági szakértő, számos magyar-lengyel szervezet megalapítója, vezetője
- Nagysolymosi József (Kausz József írói álneve)
- Nagy Iván (1824–1898) genealógus, heraldikus, történész
- Nyáry Albert (1871–1933) festőművész, író, történész, régész, néprajzkutató
- Nyáry Pál
- Olay Ferenc
- Pálfalvi Lajos (1959–) műfordító, irodalomtörténész
- Palóczi Edgár (1887–1944) kultúrtörténész, tanár
- Pintér Jenő (1881–1940) irodalomtörténész
- Jerzy Poganowski
- Sonkoly István
- Surányi Júlia
- Szabó Dénes (1913–1994) nyelvész, tankönyvíró
- Szádeczky-Kardoss Lajos (1859–1935) történész
- Szokolay Katalin
- Tomcsányi János (1873–1935) műfordító, publicista, tanár
- Varsányi István (1913–1981) műfordító, nyelvtanár, tankönyvíró, szótárszerkesztő
- Veress Endre (1868–1953) történetíró
- Villani Lajos
- Waldapfel József (1904–1968) irodalomtörténész
- Zsille Gábor (1972–) költő, műfordító, publicista, szerkesztő

## Lásd még
- A Magyar Mickiewicz Társaság tagjai